# Наволок (Валдайский район)
На́волок — деревня в Валдайском районе Новгородской области. Входит в состав Едровского сельского поселения.

## География
Деревня находится на расстоянии 16 км к юго-востоку от города Валдай, административного центра района.

### Часовой пояс
Деревня Наволок, как и вся Новгородская область, находится в часовой зоне МСК (московское время). Смещение применяемого времени относительно UTC составляет +3:00.

## Население
| 2010 |
| ---- |
| 26   |